# Karel Kosík

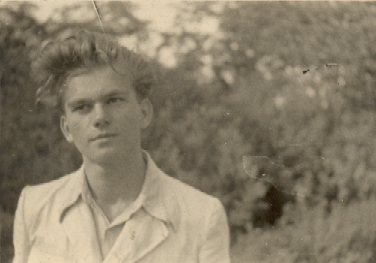
Karel Kosík

Karel Kosík (* 26. Juni 1926 in Prag; † 21. Februar 2003 ebenda) war ein tschechischer marxistischer Philosoph und Literaturtheoretiker.

## Leben
Während des Zweiten Weltkrieges besuchte er das Gymnasium, an dem er sich der linken Widerstandsbewegung Předvoj anschloss. Am 17. November 1944 wurde er ins Gestapo-Gefängnis in der Kleinen Festung Theresienstadt verbracht. 1945 legte er das Abitur in Prag ab und studierte Philosophie an der Karls-Universität. Von 1947 bis 1949 erfolgte ein Studium an der Lomonossow-Universität Moskau und der Universität Leningrad.
1953 wurde er wissenschaftlicher Mitarbeiter am Philosophischen Institut der ČSAV, 1968 berief man ihn zum Professor an der philosophischen Fakultät in Prag. 1968 bis 1969 war er Mitglied des Zentralkomitees der KSČ, 1970 wurde er aus der Partei ausgeschlossen. Bis 1989 durfte er nur als Privatdozent tätig sein, seine Veröffentlichungen durften nur im Ausland publiziert werden. Kosík war eng mit der jugoslawischen losen Vereinigung von Intellektuellen, Philosophen und marxistischen Sozialwissenschaftlern Praxis-Gruppe verbunden. Er nahm regelmäßig an deren jährlichen „Sommerschule“-Treffen auf der Insel Korčula teil und war Herausgeber der Zeitschrift Praxis.
1990 kehrte er an die Universität zurück und hielt bis 1992 Vorlesungen. Danach arbeitete er im philosophischen Institut.

## Person, Werk, Rezeption
Kosík war stark beeinflusst durch Werke von Georg Wilhelm Friedrich Hegel, Karl Marx und Martin Heidegger. Er beschäftigte sich vornehmlich mit praktischen philosophischen Problemen und der Krise der modernen Gesellschaft, der tschechischen Geschichte, ihrer Philosophie und den diesbezüglichen politischen Ansichten sowie der Kultur seines Heimatlandes.
Hans Thiersch bezeichnete in seinem Ansatz der Lebensweltorientierung die erlebte alltägliche Lebenswelt in Anlehnung an Kosíks Konzept als „pseudokonkret“. In dieser Doppelbödigkeit des Alltags bestehe zugleich die Möglichkeit der Befreiung und Selbstrealisation des Subjekts aus diesen Zwängen.

## Werke
Neben zahlreichen Büchern und Sammlungen, schrieb er Artikel, die sich mit philosophischen Problemen auseinandersetzten. In seinen frühen Werken war er ein orthodoxer Marxist, in den 60er Jahren gehörte er zu den reformfreudigen Intellektuellen.

### Bücher
- Čeští radikální demokraté, 1958
- Dialektik des Konkreten. Eine Studie zur Problematik des Menschen und der Welt, 1970 (Dialektika konkrétního), 1963 (weltweit erschienen)
- La nostra crisi attuale, 1969 Rom
- Die Dialektik des Konkreten. Eine Studie zur Problematik des Menschen und der Welt., Suhrkamp, November 1967, 1982, 1997, 2016
- Století Markéty Samsové, 1993
- Jinoch a smrt, 1995 (dt. "Der Jüngling und der Tod", in: Tschechische Philosophen im 20. Jahrhundert, hg. v. Ludger Hagedorn, Stuttgart: dva 2002, 349–416)
- Předpotopní úvahy, 1997
- Poslední eseje, 2005

Ein 1973 sowie 1983 vom Verlag Suhrkamp angekündigter Band Kritik der technischen Vernunft ist nie erschienen.

### Sammelbände
- J. V. Frič a demokratické proudy v české politice a kultuře, 1956
- Filosofie v dějinách českého národa, 1958
- Místo a význam radikálních demokratů, 1958;
- Moral und Gesellschaft, Suhrkamp 1968
- Třetí Mnichov? 1993
- Úsměv a ústa, 1993
- Rok 1968 a „konec dějin“, 1994
- Essay in: Jaroslav Hašek: Der Urschwejk und anderes aus dem alten Europa und dem neuen Russland (Aus dem Tschechischen von Grete Reiner. Mit einem Nachwort von Hans Dieter Zimmermann). DVA, München 1999, ISBN 3-421-05231-X (Erschienen innerhalb der Tschechischen Bibliothek, herausgegeben von Peter Demetz, Jiří Gruša, Peter Kosta, Eckhard Thiele und Hans Dieter Zimmermann).
- Kommunikation und Gerechtigkeit. I. Gerechtigkeit erst in einer freien Welt oder schon in der Postmoderne?, Materialis 2001
- Hermeneutik des Subjekts II. Selbstreflexivität in Dussels Ethik, für einen neuen Austausch zwischen Marxismus, Phänomenologie und Hermeneutik und wider die zynische Vernunft, Materialis, 2002
- Concordia – Internationale Zeitschrift für Philosophie, Taschenbuch / Sprache Deutsch, Englisch, Spanisch, 2003

### Zeitschriftenbeiträge
- O sociálních kořenech a filosofické podstatě masarykismu, Filozofický časopis 1953
- Třídy a reálná struktura společnosti, Filozofický časopis 1958
- Kafka a Hašek neboli groteskní svět, Kdo je člověk, Plamen 1963
- Člověk a filosofie, Literární noviny 1963
- Antinomie morálky, Plamen 1964
- Individuum a dějiny, Plamen 1966
- Krize moderního člověka a socialismu, Plamen 1968
- Rozum a svědomí, Literární listy 1968
- Naše nynější krize, Literární listy 1968
- Iluze realismu, Literární listy 1969
- Machiavelli a machiavellismus, Plamen 1969
- Co je střední Evropa, Obrana Karlova mostu, Literární noviny 1992
- Třetí Mnichov? Listy 1992
- Vítězství metody nad architektonikou, Prostor 1992
- Demokracie a mýtus o jeskyni, Vlast Máchova, Listy 1993
- Intelektuál v praktické politice, Literární noviny 1993
- Faust – stavitel, Tvar 1995
- Přítomnost 1993
- Salon, Literaturbeilage von Právo 1997

## Bibliographie
- Nová mysl, Micromega, Lettre, Die neue Gesellschaft Festschrift zu seinem 50. Geburtstag 1976
- J. Patočka: Česká filosofie a její soudobá fáze, in O smysl dneška, London 1987
- Slovník zakázaných autorů, 1991
- Fraška v naší jeskyni, Literární noviny 1992
- P. Prouza: Lumpenburžoazie a vyšší duchovní pravda, literární příloha Práva, 15. Mai 1997